# 18 Ochotnicza Dywizja Grenadierów Pancernych SS „Horst Wessel”
18 Ochotnicza Dywizja Grenadierów Pancernych SS „Horst Wessel” (18.SS-Freiwilligen-Panzergrenadier-Division „Horst Wessel”) – dywizja grenadierów pancernych Waffen-SS, sformowana w styczniu 1944 roku. W jej szeregach mieli początkowo służyć tylko członkowie SA, później wcielono także żołnierzy z 1 Brygady Zmotoryzowanej SS oraz volksdeutschów z Węgier.
Część oddziałów po krótkim przeszkoleniu wysłano do Chorwacji z zadaniem zwalczania partyzantki. W lipcu jedyny całkowicie przeszkolony pułk wyekspediowano na Ukrainę, gdzie walczył z Armią Czerwoną, a w sierpniu kolejne oddziały dywizji trafiły na Słowację, by zwalczać tamtejsze powstanie. Rozproszone oddziały dywizji połączono w listopadzie i użyto w walkach o Budapeszt. W styczniu 1945 roku pod naporem Armii Czerwonej dywizja wycofała się na Słowację, a później na Górny Śląsk (część opolska), potem na Dolny Śląsk. Została rozbita w kwietniu w rejonie Jeleniej Góry. Wszyscy jeńcy wzięci do niewoli zostali rozstrzelani.

## Dowódcy
- SS-Brigadeführer August-Wilhelm Trabandt(inne języki) (25 stycznia 1944 – 3 stycznia 1945)
- SS-Gruppenführer Josef Fitzthum (3 stycznia 1945 – 10 stycznia 1945)
- SS-Oberführer Georg Bochmann (10 stycznia 1945 – marzec 1945)
- SS-Standartenführer Heinrich Petersen (marzec 1945 – 8 maja 1945)

### Szefowie sztabu
- SS-Sturmbannführer Emil Stürzbecher (styczeń 1944 – sierpień 1944)
- Major i.G. Günter Wind (sierpień 1944 – marzec 1945)

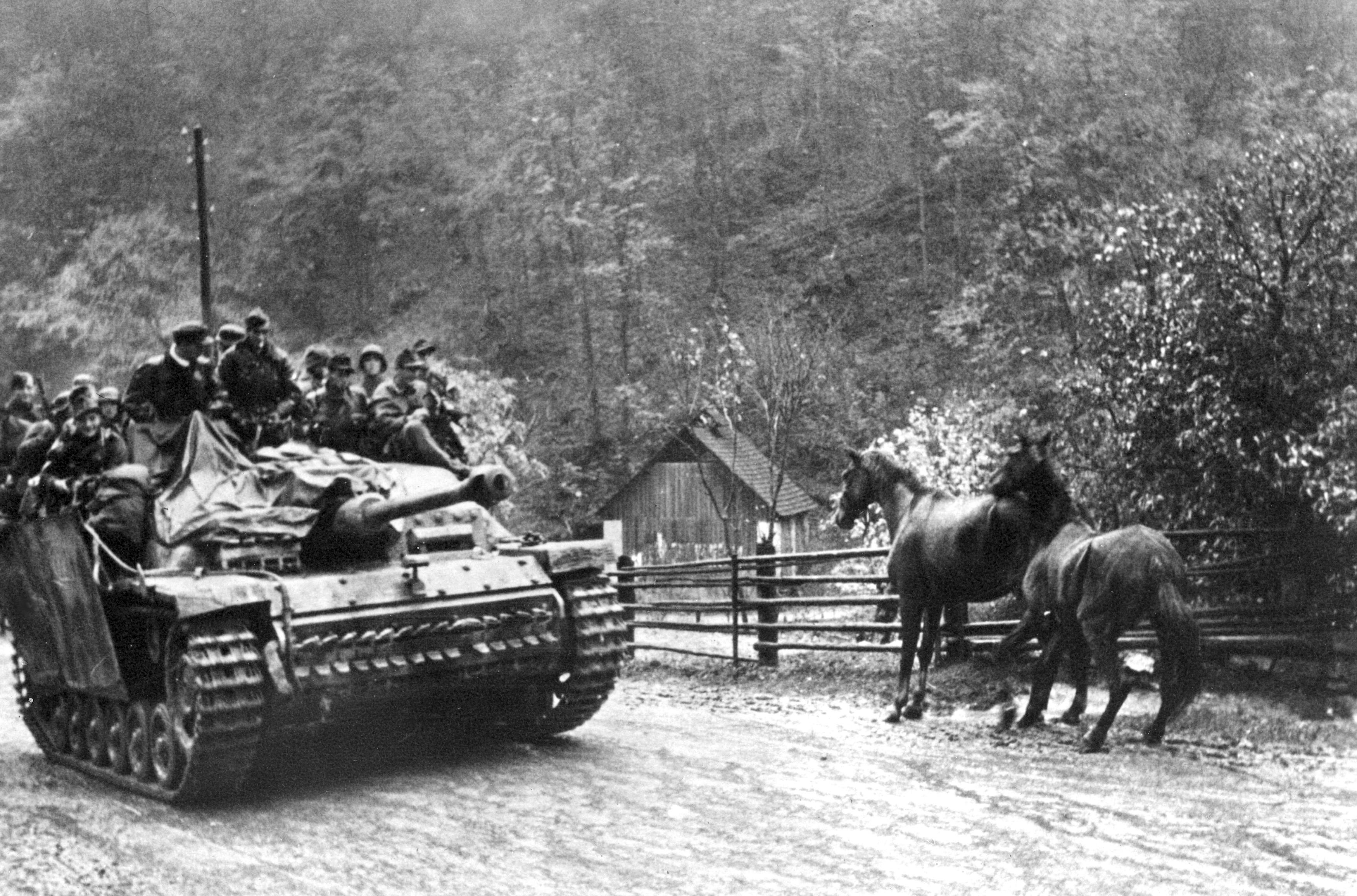
Żołnierze dywizji na dziale StuG 40 Ausf. G w Słowacji, grudzień 1944

## Skład
- 39 pułk grenadierów pancernych SS (SS-Panzergrenadier Regiment 39)
- 40 pułk grenadierów pancernych SS (SS-Panzergrenadier Regiment 40)
- 18 batalion pancerny SS (SS-Panzer Abteilung 18)
- 18 pułk artylerii SS (SS-Artillerie Regiment 18)
- 18 dywizjon niszczycieli czołgów SS (SS-Panzerjäger Abteilung 18)
- 18 pancerny batalion rozpoznawczy SS (SS-Panzer-Aufklärungs-Abteilung 18)
- 18 batalion dział szturmowych (SS-Sturmgeschütz Abteilung 18)
- 18 dywizjon artylerii przeciwlotniczej SS (SS-Flak Abteilung 18)
- 18 batalion łączności SS (SS-Nachrichten Abteilung 18)
- 18 batalion pionierów SS (SS-Pionier Battalion 18)
- 18 batalion żandarmerii polowej SS (SS-Feldgendarmerie-Abteilung 18)
- 18 polowy batalion zapasowy SS (SS-Feldersatz-Bataillon 18)
- 18 batalion sanitarny SS ( SS-Sanitäts-Abteilung 18)

## Zbrodnie wojenne dywizji i zbrodniarze w szeregach jednostki
Jednostki wchodzące w skład 18 Ochotniczej Dywizji Grenadierów Pancernych oskarżane są o liczne zbrodnie wojenne dokonane w czasie tłumienia powstania na Słowacji. Służący w szeregach dywizji esesmani pełnili natomiast wcześniej funkcje wartowników w obozach koncentracyjnych, m.in.: Kuno Schramm, Walter Tietze i Josef Leipold w KL Majdanek.